# جامعة لوند
جامعة لوند (بالسويدية: Lunds universitet) هي إحدى الجامعات المرموقة في شمال أوروبا وواحدة من أكبر المؤسسات التعليمية والبحثية في سكندنافيا. تقع في مدينة لوند بمقاطعة سكونا السويدية. صنفت عدة مرات ضمن الجامعات المائة الأولى عالميًا.
أنشئت الجامعة سنة 1666، وهي بذلك ثانية أقدم الجامعات السويدية، غير أنه يمكن إرجاع تاريخها إلى سنة 1438، وهي السنة التي أنشئت فيها مدرسة جامعة عامة في لوند.
تضم الجامعة 8 كليات جامعية، ويتبعها حَرمانْ جامعيان في مدينتي مالمو وهلسينبورغ، ويدرس بها 27500 طالبًا في 274 مجالًا من مجالات العلم. والجامعة عضو في كل من رابطة الجامعات البحثية الأوروبية وشبكة الجامعات الواحد والعشرين العالمية.

## من أبرز من درسوا أو عملوا بالجامعة
- كارل مان سيغبان (1886 ـ 1978): حاصل على جائزة نوبل في الفيزياء سنة 1924.
- فرانس جنر بنجتسون (1894 ـ 1954): مؤلف رواية السفن الطويلة.
- بيرتل أولين (1899 ـ 1979): حاصل على جائزة نوبل في الاقتصاد سنة 1977.
- سوني برغستروم (1916 ـ 2004): حاصل على جائزة نوبل في الطب سنة 1982.
- أرفيد كارلسون (1923 ـ ): حاصل على جائزة نوبل في الطب سنة 2000.
- حاتم بن سالم (1956 ـ ): دبلوماسي ووزير تونسي سابق.

## وصلات خارجية
- الموقع الرسمي للجامعة